# 데와국

데와 국

데와 국(일본어: 出羽国, でわのくに)은 도산도에 있는 일본의 옛 구니이다. 현재의 야마가타현과 아키타현에 해당한다. 아키타 현 북동부의 가즈노시와 가즈노군 고사카정은 포함되지 않는다. 다른 이름으로는 우슈(일본어: 羽州)라고도 불렸는데, 《엔기시키(延喜式)》에서는 상국(上國), 원국(遠國)으로 격이 매겨져 있다. 메이지 원년(1869년)에 우젠국(羽前国)과 우고국(羽後国)으로 나뉘었으며, 양자를 합쳐서 양우(兩羽)로도 불렀다.

## 연혁
나라 시대인 서기 708년에 에치고국(越後国) 경내의 쇼나이(庄内) 지방에 설치된 이데와 군(出羽郡)을 기원으로 한다. 4년 뒤인 서기 712년에 에치고로부터 독립되어 데와 국으로 승격되었고, 무쓰국의 오키타마군(置賜郡)과 모가미군(最上郡)을 더해 쿠니로서의 체제를 갖추었다. 그 뒤 토고쿠나 호쿠리쿠 등의 여러 쿠니에서 8백호 이상의 책호가 이주되었고, 그 후로도 거듭 책호나 공민(公民)을 중심으로 하는 군제시행지를 넓혀 나갔다. 이후 무쓰 국과 대등한 변경의 쿠니로서, 서기 733년경에는 오가치군(雄勝郡)이 설치되었다고 한다. 오가치군은 후에 버려지다시피 했지만, 759년에는 오카치성(雄勝城)의 설치에 수반해 다시 오가치군과 히라카군(平鹿郡)이 설치되었다. 8세기 무렵에는 아키타(秋田), 카와베(河辺) 등의 군이 설치되고 야마모토군(山本郡)이 히라카군에서 분리되는 등 서서히 영역을 북쪽으로 넓혀갔다. 서기 886년에는 모가미군에서 무라야마군(村山郡)이 분리되었으며, 이후 엔기(延喜) 연간까지 데와군에서 아쿠미군(飽海郡), 타가와군(田川郡)이 분리되어 나간 것으로 보인다. 최종적으로 데와 국 관할의 군·향은 11군 58향에 달했다. 덧붙여 헤이안 시대까지 데와는 '이데와'로 읽었다.
야마토 조정은 7세기 중반부터 9세기 초반에 걸쳐 에미시의 땅에 성을 쌓고 군을 설치해 지배 판도를 넓히는 정책을 펼쳤다. 658년에는 도기사라책(都岐沙羅柵), 705년에 에치고성(越後城), 708년에 데와책(出羽柵), 733년에 아키타무라 데와책(秋田村出羽柵, 지금의 아키타 시)에서 759년 오카치성(雄勝城), 760년에 아키타성(秋田城, 지금의 아키타 시), 780년에 오무로새(大室塞)의 일곱 요새를 쌓았다.
아키타 북쪽으로의 군 설치 상황은 잘 알려져 있지 않다. 헤이안 시대 초기까지는 동북 변경의 에미시를 데와 국에서는 '蝦狄'으로 적고 무쓰 국에서는 '蝦夷'로 나누어 기록하기도 하고, 후에 무쓰 국 관할이 되는 시와군(紫波郡)이 데와 국 관할의 '시와군(志波村)'으로 여겨지는 등 무쓰 국과의 경계는 불분명했다. 그러던 것이 헤이안 시대 말기에는 오슈 후지와라 씨의 지배를 통해 데와 국 직할지 이북이 무쓰 국으로 정리된 것으로 보인다. 이 시기에 무쓰 국 히나이군(比内郡, 후에 아키타군 북부)이 설치되었고, 가마쿠라 시대 초기에는 카호쿠군(河北郡, 당초는 무쓰 국인지 데와 국이었는지 알 수 없고, 후에 데와국 히야마 군을 거쳐 야마모토 군이 됨)이 놓여져 이들은 중세 말기까지 데와 국에서 관할했었다는 견해가 있다.
메이지 원년 12월 7일(양력 1869년 1월 19일), 보신전쟁에 패한 무쓰ㆍ데와ㆍ에치고의 여러 동맹제번에 대한 처분이 내려졌는데, 이때 데와 국은 쇼나이(庄内) 지방 모가미(最上) 강 이북을 제외한 지금의 야마가타 현에 해당하는 우젠 국, 아키타 현에 거의 상당하는 우고 국으로 양분되었고, 무쓰 국도 다섯 개로 분할되었다.

## 역사
데와 국 성립 초기의 상황은 알 수 없지만, 일본의 율령제 하에서 상국(上國)으로 취급되어 에미시와 국경을 맞대고 중요한 위치에 있었다. 하지만 실제로는 데와와 마찬가지로 에미시와 국경을 맞대고 있던 무쓰 국이 동북방의 정치적·군사적 중심지로서의 역할을 독점했다. 8세기부터 9세기 초까지 여러 성과 요새가 데와에 활발하게 축조되었고, 에미시와의 전쟁을 거쳐 점차 영역을 북쪽으로 확대했다. 무쓰 국과 마찬가지로 황금이 산출되어 조정에 공납했다.
헤이안 시대 전기에 무쓰측의 북부 4군은 거의 버려지다시피 했지만, 데와에서는 국부 및 아키타성의 통제가 계속되어, 무쓰와는 달리 부수의 우두머리로 여겨지는 키요하라(淸原) 집안이 재정관인으로서 힘을 길렀던 것으로 보인다. 키요하라씨가 후3년의 역으로 멸망한 뒤, 키요하라씨 대신 오슈 후지와라씨(奧州藤原氏) 집안이 무쓰ㆍ데와의 지배자가 되었다는 것이 일반적인 견해다. 오슈 후지와라씨를 멸망시키고 오슈를 차지한 미나모토노 요리토모(源賴朝)는 데와 국에 다치바나(橘, 오가시마小鹿島)ㆍ히라가(平賀)ㆍ오노데라(小野寺)ㆍ무토(武藤)ㆍ오에(大江) 집안 같은 휘하 고케닌(御家人)들을 지토(地頭)로서 배치하고, 유리(由利) 지방 남쪽으로는 기존의 재지영주였던 유리씨 등이 그 전대로 재정관인으로서 권익을 유지하도록 두었다. 가사이 기요시게(葛西清重) 등의 가사이 집안이 시모우사 국(下総国)에서 이주하여, 오슈 후지와라씨의 거점이었던 히라이즈미(平泉)의 통치를 맡아 오슈소부교(奥州惣奉行)직에 취임한 뒤에는 요네시로(米代) 강 유역도 가사이 집안의 지배에 놓이게 되었다.
중세 전반을 통틀어 북부에서는 공령제, 남부에서는 장원공령제가 시행되어, 기본적으로는 가마쿠라 바쿠후의 통제를 받으며 고쿠후유수소는 유지되었다. 남북조 시대를 전후해 영주들 사이의 다툼이 활발해지면서, 츠가루 지방에서 에조지(홋카이도)를 거쳐 카사이 집안의 영지를 차지하게 된 히야마(檜山)의 안도(安東) 집안, 다치바나 집안을 대신한 미나토(湊)의 안도(安東) 집안, 무쓰 국에서 이주해 온 토자와(戶澤)ㆍ오노데라(小野寺)ㆍ다이호우지(大寶寺) 집안, 무쓰 사바(斯波) 집안의 분파인 모가미(最上) 집안, 무쓰에서부터 진출한 다테(伊達) 집안 등의 지배를 받았다. 에도 시대에는 사타케(佐竹)ㆍ이와키(岩城)ㆍ로쿠고(六郷)ㆍ사카이(酒井)ㆍ토자와(戶澤)ㆍ우에스기(上杉) 등의 다이묘가 배치되었다. 보신 전쟁 때에는 무쓰나 에치고의 여러 번과 동맹을 맺어 바쿠후측을 도와 싸웠는데, 직후에 사타케 집안이 배반하고 다른 번들도 하나하나 격파되어 사카이ㆍ우에스기 등의 집안은 삭봉되었다.

## 중심 소재지
헤이안 중기의 《와묘우루이쥬쇼(和名類聚抄》에는 데와의 히라카군, 중세의 백과사전 《슈가이쇼(拾芥抄)》에는 히라카군과 데와군 모두가 데와 국의 고쿠후(國府)였다고 적고 있다. 데와 국 성립 초기에는 데와책이 데와국의 고쿠후였던 것으로 보이지만, 그 위치에 대해서는 정확히 알 수 없다. 733년에 데와의 고쿠후는 아키타의 타카키요미즈오카(高清水岡)로 옮겨졌다. 그 후 인접한 에미시들의 반란 등으로 고쿠후의 이전이 불가피해졌다. 에미시들의 공격을 피해 옮긴 곳에 대해서도 카와베군, 히라카군, 데와책 등의 여러 설이 있지만, 최종적으로는 쇼나이 평야의 키노와책으로 데와의 고쿠후가 옮겨졌다는 데에는 모든 학자들이 동의한다. 나아가 《일본삼대실록(日本三代實錄)》 닌나 3년(887년) 5월 20일조에도 데와의 고쿠후를 '데와 군 이구치의 땅(出羽郡井口地)'으로 표기하고 있어, 이 이구치의 고쿠후란 지금의 사카타 시 토호쿠부에 있는 키노와책(城輪柵) 유적이라는 견해가 유력하다. 에미시와 인접한 곳에는 759년에 오카치성이 설치되었고, 이후 쇼나이 평야의 고쿠후와 아키타 평야의 아키타성, 센보쿠 히라카 평야의 오카치성의 1부 2성 체제가 이어졌다.